# Square (empresa)
Square Co., Ltd. (株式会社スクウェア, Kabushiki-gaisha Sukuwea), também conhecida como SquareSoft, foi uma produtora japonesa de jogos eletrônicos, fundada em setembro de 1983 por Masafumi Miyamoto.
A empresa popularizou-se com os jogos Chrono Trigger, Secret of Mana, Xenogears, Parasite Eve e Vagrant Story, entre outros. Mas é sem dúvida melhor conhecida como a produtora dos jogos da série Final Fantasy desde 1987. Entre 1992 e 1993. Em 2003, a Square e a Enix, dois rivais nipónicos de longa data, fundem-se, dando origem à Square Enix.

## História
A Square teve a sua origem em Yokohama em Outubro de 1983, após Masafumi Miyamoto ter-se formado em Waseda. A Square nesse tempo era apenas uma divisão de software para videojogos da Den-Yu-Sha, uma empresa de cabos eléctricos que pertencia ao pai do Miyamoto. Enquanto na altura a maioria dos jogos eram desenvolvidos por apenas uma programador, Miyamoto acreditava ser mais eficiente ter designers gráfico, programadores e argumentistas profissionais cooperarem mutuamente em projectos comuns. Os dois primeiros jogos da Square foram The Death Trap e a sua sequela Will: The Death Trap II, ambos desenhados em part-time por Hironobu Sakaguchi e lançados para a NEC PC-8801.
Apesar de uma relutância inicial em envolver-se no mercado das consolas de videojogo, a Square entrou no mercado de jogos produzindo para o console Nintendo Famicom a dezembro de 1985 com o jogo Thexder. Em Setembro de 1986, a Square separou-se da Den-Yu-Sha dando origem a uma empresa independente oficialmente conhecida como Square Co., Ltd. Com esta reestruturação, Sakaguchi passou a trabalhar a tempo inteiro como Director de Planeamento e Desenvolvimento da empresa. Após o lançamento de vários jogos sem sucesso para o Famicom, a Square deslocou-se para Ueno, Tóquio e despede metade do seu pessoal em 1987. No mesmo ano, inspirada pelo sucesso da Enix com o Dragon Warrior, o primeiro role-playing game de sucesso japonês, a Square concentra os seus recursos e limitado capital na produção do jogo Final Fantasy, que, caso não vinga-se, seria o último da Square. Mas com a venda de 400 000 cópias, a Square floresceu e Final Fantasy tornou-se a principal série da empresa.
A Square também é reconhecida pelos jogos Chrono Trigger, Chrono Cross, Secret of Mana, Seiken Densetsu 3, Xenogears, Brave Fencer Musashi, Parasite Eve, Parasite Eve 2, Saga Frontier, Romancing Saga, Vagrant Story, Kingdom Hearts (em colaboração com Disney Interactive) e Super Mario RPG: Legend of the Seven Stars (sob a supervisão de Shigeru Miyamoto).
Esta foi uma das muitas empresas que planeou desenvolver e distribuir os seus jogos para a Nintendo 64, mas com os menores custos de produção associados aos CDs da Sony Playstation, os jogos foram distribuídos na consola da Sony. Final Fantasy VII foi um desses jogos e vendeu 9,8 milhões de cópias, colocando-o como o segundo jogo mais vendido para a Playstation.
A ideia de uma fusão entre a Square e a sua rival Enix pairou no ar desde, pelo menos, 2000; contudo, o fracasso financeiro associado ao filme de animação digital da Square, Final Fantasy: The Spirits Within, forçou a Enix a hesitar na fusão. Mas a 1 de Abril de 2003, as duas empresas finalmente fundiram-se para dar lugar à Square Enix.

## Subsidiárias e Cooperações

### Japonesas
A Disk Original Group (DOG) foi uma união comercial, um consórcio entre sete empresas japonesas da área dos videojogos: Square Co., Ltd., Micro Cabin, Thinking Rabbit, Carry Lab, System Sacom, XTALSOFT, e HummingBirdSoft. Fundada a 14 de Julho de 1986, a Square liderou este consórcio na produção de jogos para a Famicom Disk System. Como a Square liderava a DOG, todos os jogos eram publicados sob a marca e o nome da Square. Porém, apenas alguns dos onze jogos publicados da DOG foram produzidos pela Square. No general, os jogos foram considerados fracassos comerciais.[carece de fontes?]
A DigiCube foi fundada pela Square em Fevereiro de 1996 com o objectivo de comercializar e distribuir jogos e respectivo merchandising (brinquedos, livros, música, etc.) na Ásia. Declarou falência a 26 de Novembro de 2003.
Escape, Inc é criada em 1998. Responsáveis pelo desenvolvimento do jogo de corridas Driving Emotion Type-S.[carece de fontes?]
Square Visual Works, Square Sounds, Squartz e Square Next são todas criadas em Junho de 1999. Todas as três foram mais tarde integradas na Square Co., Ltd. em 2001 e 2002.[carece de fontes?]
Quest Corporation era um estúdio de desenvolvimento de software independente criado em 1988, conhecido pela produção da série Ogre Battle. Vários membros da equipa, incluindo Yasumi Matsuno, Hiroshi Minagawa e Akihiko Yoshida, deixaram esta empresa em 1997 para juntarem-se à Square. Aí, trabalharam em vários títulos para a Sony PlayStation, tais como Final Fantasy Tactics e Vagrant Story. Em Junho de 2002, a Quest foi adquirida pela Square.
The Game Designers Studio, Inc. (株式会社ゲームデザイナーズ・スタジオ, kabushiki-gaisha geimudezainaazu sutajio) foi uma empresa criada pela Square com o objectivo de produzir jogos para a Nintendo GameCube, apesar da Square ter um contracto de produção exclusiva para as consolas Playstation com a Sony Computer Entertainment. Para contornar o acordo, a Square possuía 49% das acções da empresa, e Akitoshi Kawazu, Presidente da Production Team 2, outra empresa da Square, possuía 51% do capital. A fundação de uma nova empresa permitiu o acesso ao Q Fund da Nintendo, que visava financiar novas produtoras para a GameCube. Game Designers Studio só lançou um jogo: Final Fantasy Crystal Chronicles, que foi, de facto, desenvolvido pela Production Team 2 e publicado pela Nintendo.
A Square fundiu-se com a Enix enquanto Crystal Chronicles estava ainda em fase de desenvolvimento. Mais tarde, a Square Enix adquiriu 100% do capital e renomeou a nova subsidiária para SQEX Corporation. Após o takeover da Taito em 2005, a Square fundiu a SQEX com a Taito e renomeou a nova subsidiária para Taito Corporation em 2006.[carece de fontes?]

### Internacionais
Em Março de 1989, a Square Soft, Inc. foi instituída como a subsidiária oficial da Square na América do Norte. Foi responsável pela produção e pela distribuição dos títulos da Square na América do Norte para as consolas da quarta e quinta geração. Também foi responsável pela distribuição de jogos que não pertenciam à Square, como o Breath of Fire da Capcom para a SNES e Wild ARMs 3 da Sony para a Playstation 2. Actualmente é conhecida como Square Enix, Inc. Originalmente, a sede da Square Soft era em Redmond, Washington, local onde era distribuído o seu já defunto jornal, o Ogopogo Examiner. Em Augusto de 1996, a sede deslocou-se para Costa Mesa, Califórnia, e lá ficou até finalmente deslocar-se para El Segundo, Califórnia em 2006, desta vez como Square Enix, Inc.
Square USA, Inc. (originalmente Square L.A., Inc.) foi fundada em Augusto de 1995. Funciona como um centro de pesquisa e desenvolvimento de animação digital e tem sido fundamental na produção de gráficos para os jogos da Square desde da era dos 32-bit. Tem sede em Los Angeles, Califórnia e Honolulu, Hawaii.
Square Europe, Ltd. foi criada em Dezembro de 1998 para comercializar, produzir e distribuir os jogos da Square no mercado europeu e australiano. Com sede em Londres, Inglaterra, Square Europe tinha direitos exclusivos de distribuição dos jogos da Square na Europe na Europa e outros territórios PAL.

#### Square Electronic Arts
Square Electronic Arts L.L.C., também conhecida como Square EA, foi uma parceria entre as produtoras Square e Electronic Arts. Divulgada a 27 de Abril de 1998, a Square EA estava sediada em Costa Mesa, Califórnia, e operava sob a supervisão do presidente e CEO da Square, Jun Iwasaki, e era responsável pela comercialização e distribuição de todos os jogos da Square na América do Norte. Inversamente, Electronic Arts Square, foi formada ao mesmo tempo no Japão, e era responsável pela comercialização e distribuição dos jogos da Electronic Arts na Ásia. De acordo com os termos do contrato, Electronic Arts detinha 30% da Square EA, e a Square detinha 30% da EA Square.
Square EA provou ser um sucesso. Durante os seus cinco anos de existência, vendeu um maior números de títulos da Square no mercado americano do que em qualquer outra altura. Em contraste, EA Square foi menos bem sucedida e lutou para ter algum impacto no mercado asiático, o que tem sido tradicionalmente difícil para qualquer produtor de videojogos americano.
No seguimento da fusão entre a Square e a Enix em 2003, a Square comprou a participação da Electronic Arts an Square EA e entregou-a à Square Soft, Inc., a sua subsidiária norte americana, que, consequentemente, foi renomeada para Square Enix U.S.A., Inc (actualmente Square Enix, Inc) e continua a distribuir os títulos da Square Enix na América do Norte.

#### Square Pictures
A Square Pictures, com sede em Honolulu, Hawaii, é uma divisão da Square encarregue da animação digital. Em 1997, eles começaram a trabalhar num filme com humanos totalmente em animação digital, o primeiro do seu género, baseado na série Final Fantasy. Além do mais, houve rumores de adaptações ao cinema da série Transformers e do EverQuest. Em 2000, o filme foi comercializada como Final Fantasy: The Spirits Within. O filme foi lançado a 11 de Julho de 2001, mas não recebeu os gracejos da crítica. As receitas do filme foram substancialmente menores às esperadas, gerando apenas US$32 milhões; enquanto só os custos de produção foram de US$137 milhões.
A Square Pictures também criou uma curta-metragem para os irmãs Wachowski centrada no universo The Matrix, intitulado de Final Flight of the Osiris. A curta apresentava personagens em animação digital realistas, tal como em The Spirits Within. O filme foi divulgado nos cinemas juntamente com Dreamcatcher e era tido como o princípio de duas sequelas do Matrix. A curta-metragem foi lançada em DVD a 3 de Junho de 2003 como parte da Animatrix. A Square Pictures foi incorporada na Square Enix.